# Gouzangrez
Gouzangrez ist eine ehemalige nordfranzösische Gemeinde mit 151 Einwohnern (Stand: 1. Januar 2021) im Département Val-d’Oise in der Region Île-de-France. Sie gehörte zum Arrondissement Pontoise. Die Bewohner werden Gouzangrésois und Gouzangrésoises genannt.
Der Erlass des Präfekten vom 13. Juli 2023 legte mit Wirkung zum 1. Januar 2024 die Eingliederung von Gouzangrez ohne Status einer Commune déléguée zusammen mit der früheren Gemeinde Commeny zur neuen Commune nouvelle Commeny fest.

## Geografie
Gouzangrez liegt in einer Höhe von circa 105 m etwa 43 Kilometer nordwestlich des Stadtzentrums von Paris und etwa 16 Kilometer nordwestlich von Pontoise in der Landschaft des Vexin nahe der Grenze zur Normandie. Das Ortsgebiet gehört zum Regionalen Naturpark Vexin français.
Umgeben wird Gouzangrez von den Nachbargemeinden und dem Ortsteil der Commune nouvelle:
| Commeny (Ortsteil) |                                             |            |
|                    | Kompassrose, die auf Nachbargemeinden zeigt | Le Perchay |
| Avernes            | Théméricourt                                |            |

## Geschichte
Im Jahr 1164 wird der Ort erstmals unter dem Namen Gouzengrés erwähnt. Bereits Ende des 11. Jahrhunderts entstand die Kirche des Ortes, die wahrscheinlich im 13. Jahrhundert als Prioratskirche der von den Augustiner-Chorherren geführten Abtei Saint-Vincent in Senlis angegliedert wurde.

## Bevölkerungsentwicklung
| Gouzangrez: Einwohnerzahlen von 1793 bis 2021                                                                              | Gouzangrez: Einwohnerzahlen von 1793 bis 2021 | Gouzangrez: Einwohnerzahlen von 1793 bis 2021 | Gouzangrez: Einwohnerzahlen von 1793 bis 2021 | Gouzangrez: Einwohnerzahlen von 1793 bis 2021 |
| --- | --------------------------------------------- | --------------------------------------------- | --------------------------------------------- | --------------------------------------------- |
| Jahr |                                               |                                               |                                               | Einwohner                                     |
| 1793 | 1793                                          |                                               | 155                                           | 155                                           |
| 1800 | 1800                                          |                                               | 136                                           | 136                                           |
| 1806 | 1806                                          |                                               | 161                                           | 161                                           |
| 1821 | 1821                                          |                                               | 105                                           | 105                                           |
| 1831 | 1831                                          |                                               | 124                                           | 124                                           |
| 1836 | 1836                                          |                                               | 126                                           | 126                                           |
| 1841 | 1841                                          |                                               | 141                                           | 141                                           |
| 1846 | 1846                                          |                                               | 162                                           | 162                                           |
| 1851 | 1851                                          |                                               | 174                                           | 174                                           |
| 1856 | 1856                                          |                                               | 174                                           | 174                                           |
| 1861 | 1861                                          |                                               | 170                                           | 170                                           |
| 1866 | 1866                                          |                                               | 162                                           | 162                                           |
| 1872 | 1872                                          |                                               | 177                                           | 177                                           |
| 1876 | 1876                                          |                                               | 163                                           | 163                                           |
| 1881 | 1881                                          |                                               | 154                                           | 154                                           |
| 1886 | 1886                                          |                                               | 161                                           | 161                                           |
| 1891 | 1891                                          |                                               | 159                                           | 159                                           |
| 1896 | 1896                                          |                                               | 134                                           | 134                                           |
| 1901 | 1901                                          |                                               | 147                                           | 147                                           |
| 1906 | 1906                                          |                                               | 140                                           | 140                                           |
| 1911 | 1911                                          |                                               | 159                                           | 159                                           |
| 1921 | 1921                                          |                                               | 160                                           | 160                                           |
| 1926 | 1926                                          |                                               | 149                                           | 149                                           |
| 1931 | 1931                                          |                                               | 143                                           | 143                                           |
| 1936 | 1936                                          |                                               | 121                                           | 121                                           |
| 1946 | 1946                                          |                                               | 136                                           | 136                                           |
| 1954 | 1954                                          |                                               | 140                                           | 140                                           |
| 1962 | 1962                                          |                                               | 152                                           | 152                                           |
| 1968 | 1968                                          |                                               | 166                                           | 166                                           |
| 1975 | 1975                                          |                                               | 150                                           | 150                                           |
| 1982 | 1982                                          |                                               | 132                                           | 132                                           |
| 1990 | 1990                                          |                                               | 174                                           | 174                                           |
| 1999 | 1999                                          |                                               | 171                                           | 171                                           |
| 2006 | 2006                                          |                                               | 160                                           | 160                                           |
| 2013 | 2013                                          |                                               | 176                                           | 176                                           |
| 2021 | 2021                                          |                                               | 151                                           | 151                                           |
| Quelle(n): EHESS/Cassini bis 1999, INSEE ab 2006 Anmerkung(en): Ab 1962 offizielle Zahlen ohne Einwohner mit Zweitwohnsitz |                                               |                                               |                                               |                                               |

## Sehenswürdigkeiten

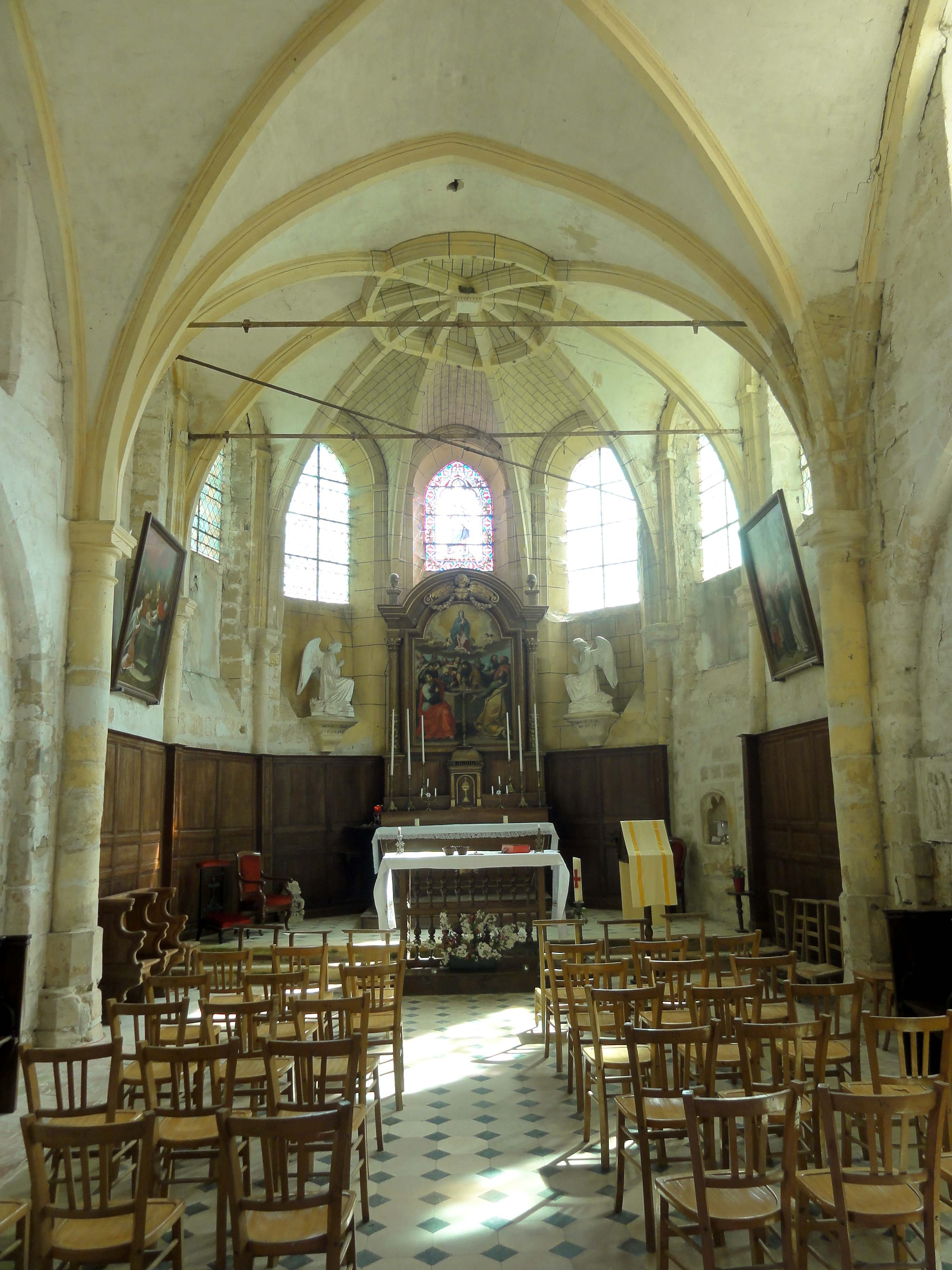
Blick in den Chor

- Das aus Bruchsteinen gemauerte Langhaus der ehemaligen Priorats- und Pfarrkirche Notre-Dame de l’Assomption geht auf das 11. Jahrhundert zurück; das außergewöhnlich gut erhaltene profilierte Archivoltenportal wurde um 1120 erneuert, wobei das darüberliegende Fenster mit seinen eingestellten Säulchen und einem Diamantstab als aufgeblendeter Überfangbogen jedoch erhalten blieb. Um 1230/40 entstanden die im frühgotischen Stil ergänzten Ostteile, deren exakt behauene Steine sich deutlich von denen des Langhauses unterscheiden. Die Fensterbögen der polygonal gebrochenen und durch mächtige abgestufte Strebepfeiler stabilisierten Apsis sind leicht angespitzt; Maßwerk fehlt jedoch. Der obere Teil des Vierungsturms und des begleitenden Treppenturms wurden im 19. Jahrhundert erneuert; die ca. 1,95 m hohe Muttergottesstatue auf der Spitze des Treppenturms stammt aus dem 14. Jahrhundert – sie wurde jedoch erst später dort platziert. Das Kirchenschiff wird von einer Flachdecke überspannt, wohingegen Vierung und Apsis rippengewölbt sind. Der Kirchenbau ist bereits seit dem Jahr 1926 als Monument historique eingeschrieben.[6] Auch mehrere Teile der reichhaltigen, aus dem 14. bis 18. Jahrhundert stammenden Kirchenausstattung, darunter mehrere Figuren und Leinwandbilder, stehen unter Denkmalschutz.[7]
- Von den ehemaligen Prioratsgebäuden ist noch ein Flügel auf der Südseite erhalten.
- Ein auf einem abgestuften Rundsockel stehendes Friedhofskreuz, dessen eigentliches Kreuz wurde jedoch im 17. oder 18. Jahrhundert aus Schmiedeeisen erneuert. Der Sockel ist seit 1926 ebenfalls als Monument historique eingeschrieben.[8]

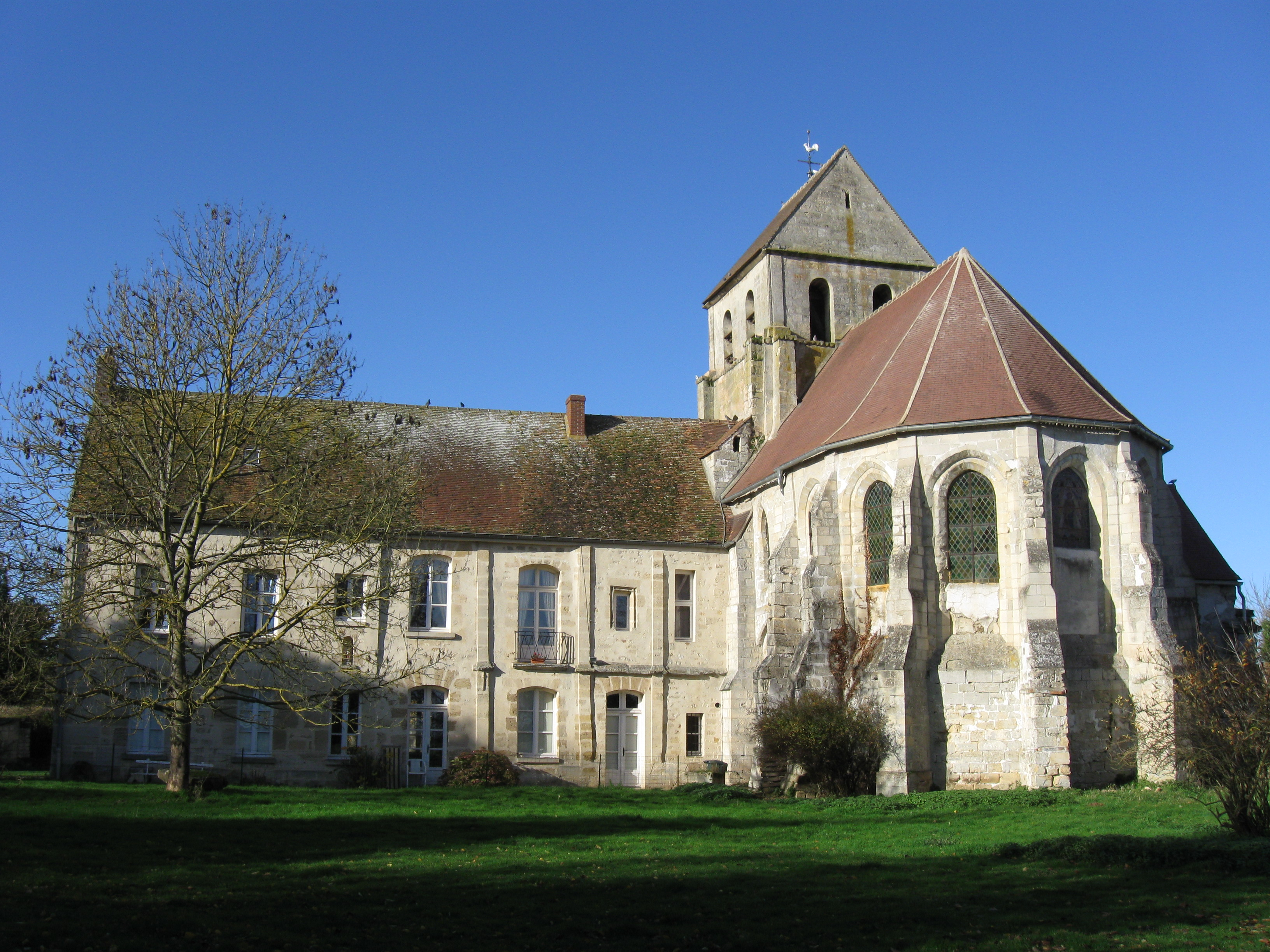
Kirche und Prioratsflügel
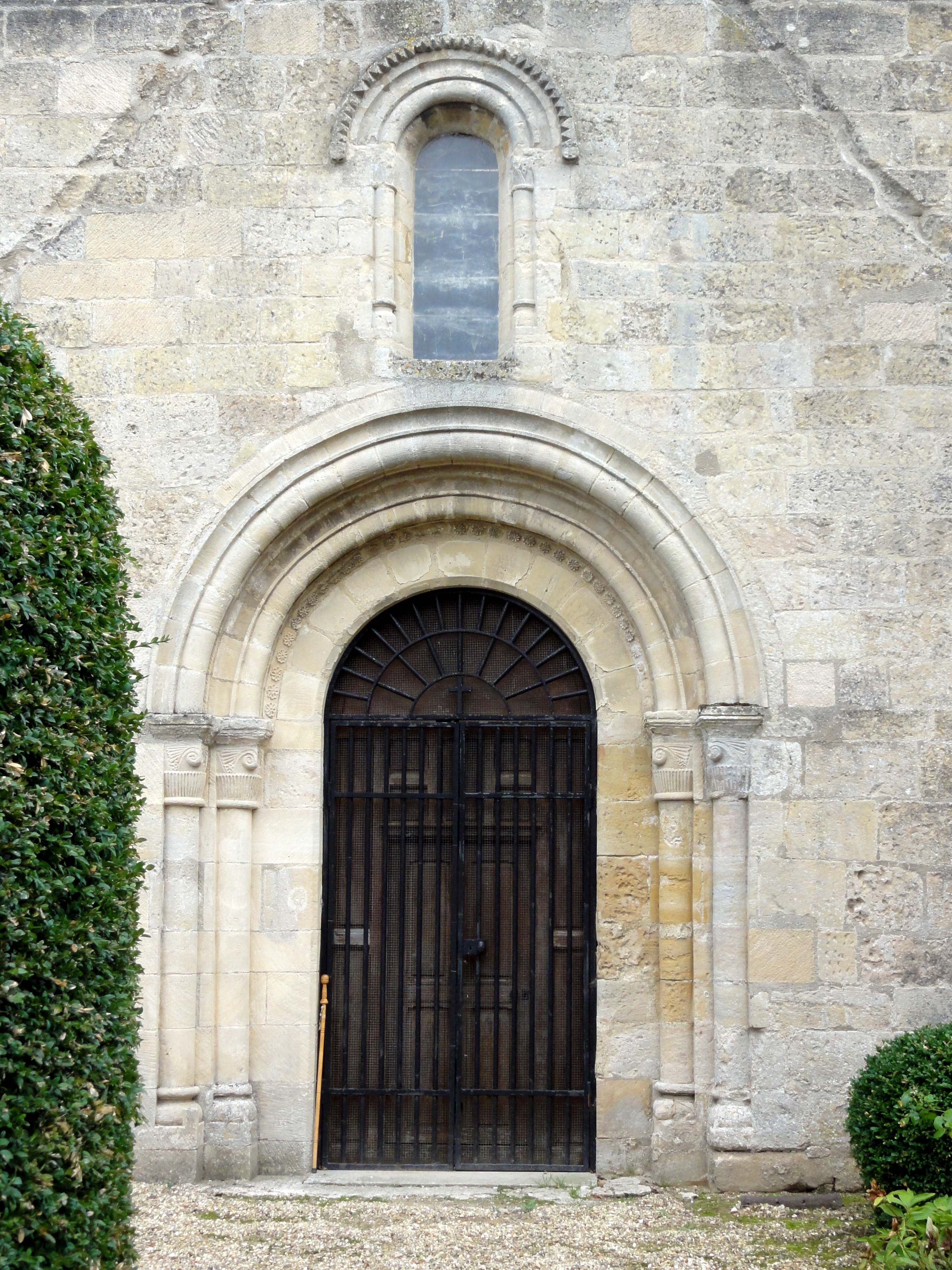
Romanisches Portal
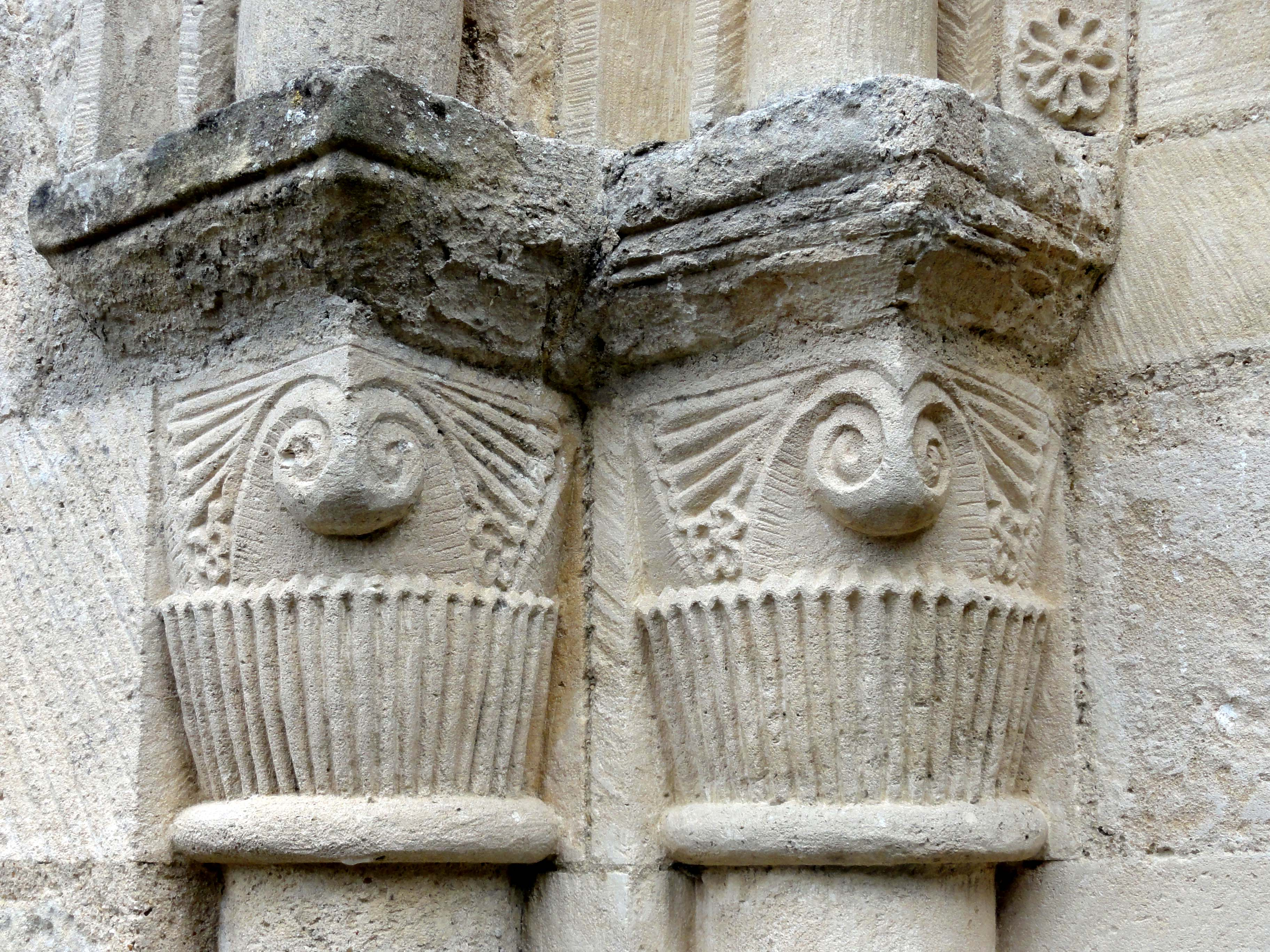
Kapitelle (links)
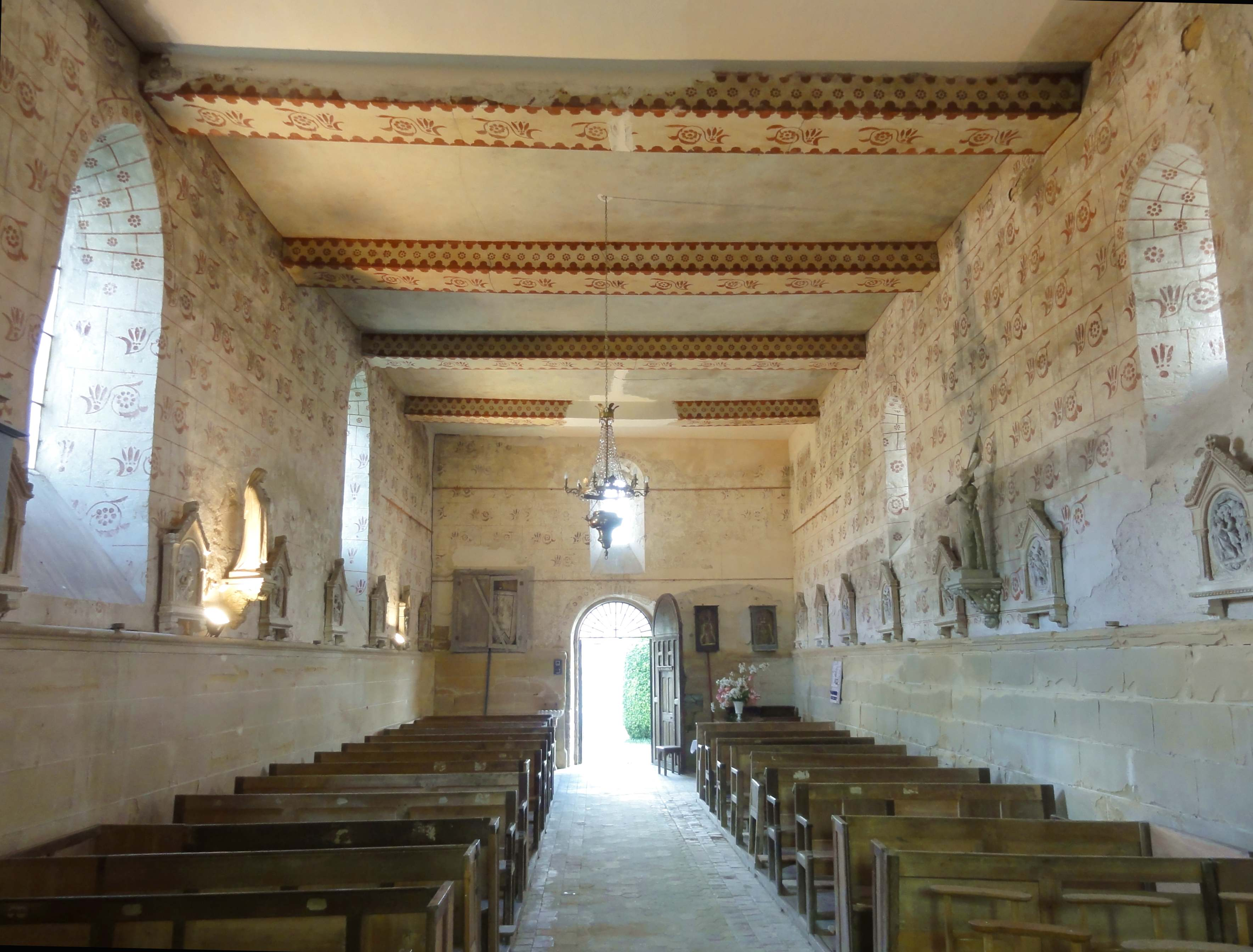
Kirchenschiff
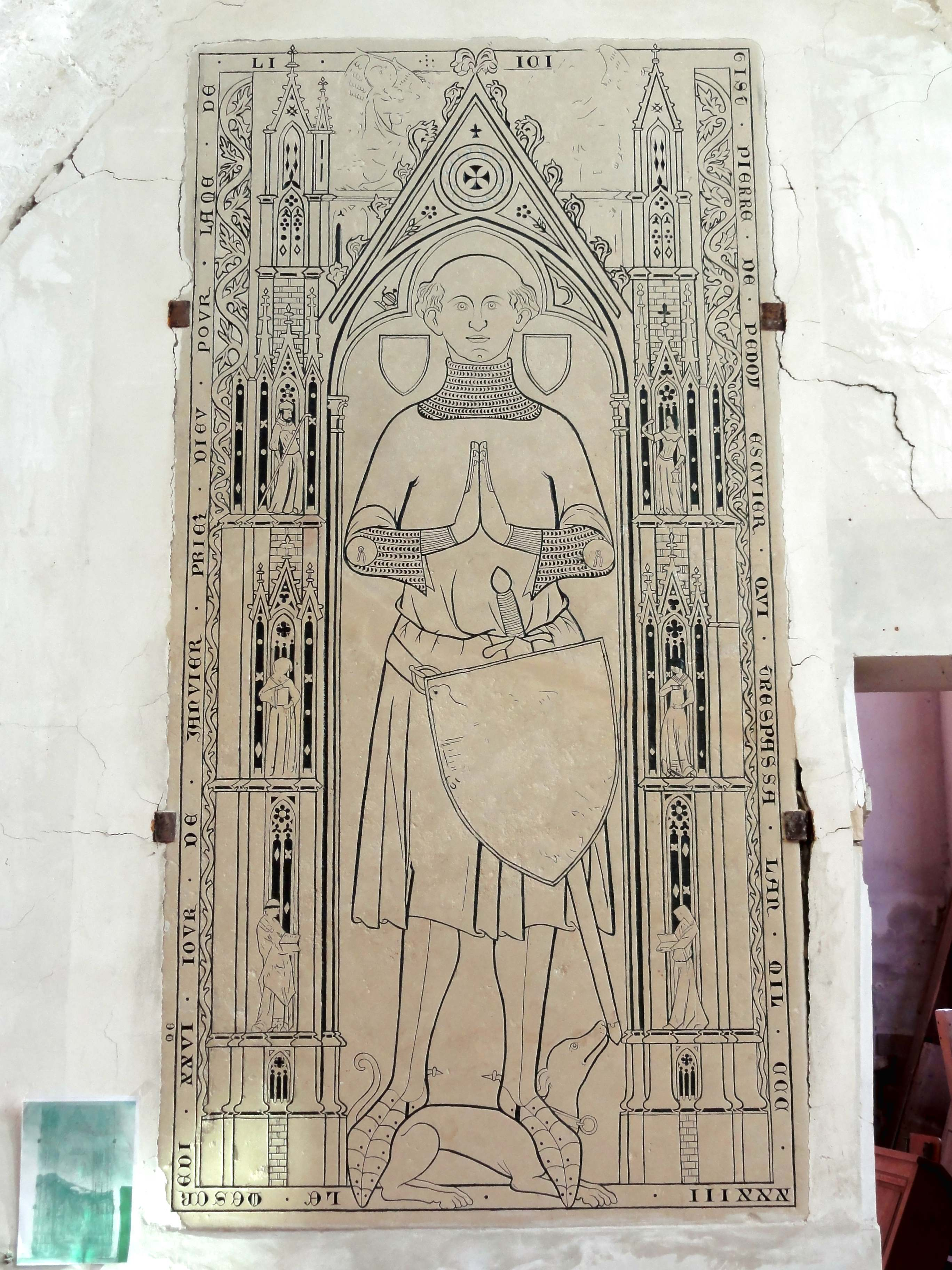
Gotische Grabplatte für Pierre de Pedou (1333)
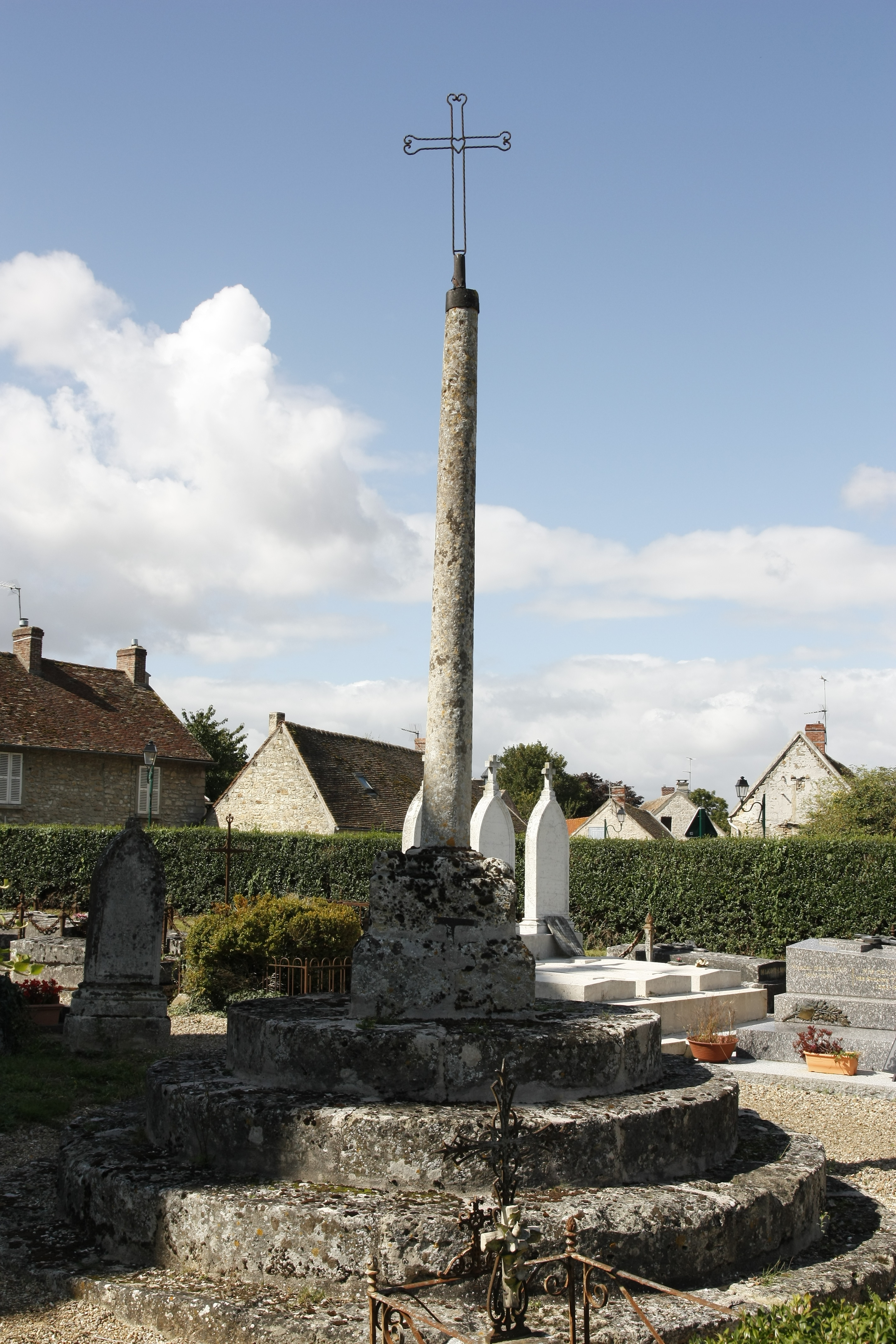
Friedhofskreuz